# Mini Moni Songs 2
Albums de Mini Moni
Okashi na Daibōken! OST
(2003)
Singles
 Mini Moni Songs 2 (ミニモニ。ソングズ2, ou Minimoni etc.) est le 2e album du groupe de J-pop Mini Moni, sous-groupe de Morning Musume, sorti en 2004.

## Présentation
L'album sort le 11 février 2004 au Japon sous le label Zetima, écrit et produit par Tsunku (sauf un titre). Il atteint la 11e place du classement de l'Oricon. Il se vend à 18 863 exemplaires la première semaine, et reste classé pendant quatre semaines, pour un total de 25 835 exemplaires vendus durant cette période. Il restera le dernier album du groupe, qui sera dissous trois mois plus tard.
L'album contient treize chansons (plus trois interludes), dont sept déjà parues en "face A" ou "co-face A" des six singles sortis précédemment en 2002 et 2003 : Genki Jirushi no Ōmori Song / Okashi Tsukutte Okkasuii! (avec l'ex-membre Mari Yaguchi, la première étant attribuée à l'origine à "Mini Moni to Takahashi Ai + 4KIDS"), Mini Hams no Kekkon Song (avec Mari Yaguchi, attribuée à l'origine à "Mini Hams"), Rock 'n' Roll Kenchō Shozaichi ~Oboechaina Series~ (une reprise de Chisato Moritaka), Mini Moni Kazoe Uta (...) (une des deux versions du single seulement), Crazy About You, et Mirakururun Grand Purin! (...) (attribuée à l'origine à "Mini Hams").
Le groupe reprend aussi deux chansons parue sur le single Kowarenai Ai ga Hoshii no / Get Up! Rapper / Be All Right! des groupes shuffle units de 2003 : Kowarenai Ai ga Hoshii no (originellement de 7 Air avec les deux membres Ai Takahashi et Mika Todd) et Be All Right! (originellement de 11 Water avec la membre Nozomi Tsuji) ; Get Up! Rapper de Salt 5 avec la membre Ai Kago n'est pas reprise.
Membres du groupe
- Mini Moni (II) (sauf 13, 14, 15) : Mika Todd, Nozomi Tsuji, Ai Kago, Ai Takahashi
- Mini Moni (I) (titres 13, 14, 15) : Mari Yaguchi, Mika Todd, Nozomi Tsuji, Ai Kago
- Invitées sur le titre 15 : Ai Takahashi et 4KIDS (Mai Hagiwara, Airi Suzuki, Māsa Sudō, Risako Sugaya)

## Liste des titres
Toutes les chansons sont écrites et composées par Tsunku, sauf titre n°12 par Chisato Moritaka.
| 1.  | -Opening- (OPENING)                                                                                     |                          | 1:16 |
| 2.  | Crazy About You (CRAZY ABOUT YOU)                                                                       | Nao Tanaka               | 3:16 |
| 3.  | Wass'up? Enryo ga Theme (WASSUP? 遠慮がテーマ)                                                          | Nao Tanaka               | 3:38 |
| 4.  | Mirakururun Grand Purin! (ミラクルルングランプリン!) (par "Mini Hams")                                  | Yuichi Takahashi         | 3:01 |
| 5.  | Kowarenai Ai ga Hoshii no (Mini Moni Version) (壊れない愛がほしいの) (...)                              | Hideyuki "Daichi" Suzuki | 3:46 |
| 6.  | Zukyun Love (ズキュンLOVE)                                                                              | Takao Konishi            | 3:45 |
| 7.  | Lost Love (LOST LOVE)                                                                                   | AKIRA                    | 3:38 |
| 8.  | Be All Right! (Mini Moni Version) (BE ALL RIGHT!) (ミニモニ。Version)                                   | Yuichi Takahashi         | 3:51 |
| 9.  | Gyutto Dakishimete (ぎゅっと抱きしめて)                                                                 | Kōichi Yuasa             | 4:36 |
| 10. | -Interlude- Kuro Mini Moni Jankenpyon! (... 黒ミニモニ。ジャンケンぴょん)                               | Takao Konishi            | 1:10 |
| 11. | Mini Moni Kazoe Uta ~Date Version~ (ミニモニ。数え歌 ~デートば~じょん~)                                 | Takahashi Yuichi         | 4:22 |
| 12. | Rock 'n' Roll Kenchō Shozaichi ~Oboechaina Series~ (ロックンロール県庁所在地 ~おぼえちゃいなシリーズ!~) | Hideyuki "Daichi" Suzuki | 2:37 |
| 13. | Okashi Tsukutte Okkasui~! (お菓子つくっておっかすぃ~!)                                                  | Cher Watanabe            | 3:58 |
| 14. | Mini Hams no Kekkon Song (ミニハムずの結婚ソング) (par "Mini Hams")                                     | DANCE☆MAN                | 3:48 |
| 15. | Genki Jirushi no Oomori Song (げんき印の大盛ソング) ("to Takahashi Ai + 4KIDS")                         | Takao Konishi            | 4:11 |
| 16. | -Ending- Shiro Mini Moni Jankenpyon! (-ENDING- 白ミニモニ。ジャンケンぴょん)                            | Takao Konishi            | 1:08 |